# Дом Франка (Таганрог)
Дом Франка  — старинный особняк в Таганроге (ул. Греческая, 38). Объект культурного наследия регионального значения (Решение № 301 от 18.11.92 г.). Построен для градоначальника Таганрога Отто Германовича Пфейлицер-Франка в 1857 году.

## История дома
Одноэтажный дом на улице Греческой, 38 в городе Таганроге Ростовской области построен в 1857 году для шестого градоначальника Таганрога Отто Вильгельма Германовича фон Пфейлицер-Франка (1788-1844).  Отто Вильгельм Германович фон Пфейлицер-Франк принадлежал Франконскому баронскому роду Пфейлицеров-Франков. Учился в 1-м Императорском Сухопутном Шляхетском кадетском корпусе, который в 1794 - 1797 годах возглавлял Михаил Илларионович Кутузов. Во время Бородинского сражения 1812 года в одной из кавалеристских атак Отто Франк был ранен, за героизм был награждён орденом Св. Владимира 4-й степени. Франк также принимал участие в Заграничном походе русской армии, участвовал в битвах при Бриенне и Ла-Ротьере. Отличится он также в  крупнейшем сражении череды Наполеоновских войн и в мировой истории, известном как «Битва народов» под Лейпцигом (16—19 октября 1813 года)), в которой за храбрость получил орден Св. Анны 2-й степени.
В Одессе Франк входил в число знакомых Пушкина, посланного из столицы на юг России в ранге чиновника министерства иностранных дел. 4 июня 1832 года Отто Германович барон Пфейлицер-Франк был назначен Таганрогским, Ростовским, Нахичеванским и Мариупольским градоначальником, главным попечителем купеческого судоходства по Азовскому морю и начальником Таганрогского таможенного округа. Им был утверждён генеральный план застройки Таганрога, за основу которого была взята лучевая система улиц, расходящихся от бывшей Троицкой крепости. По этому плану основной улицей города становилась Александровская (ныне улица Чехова), а главной площадью стала Александровская (ныне Красная). Для него и было построено здание по Греческой улице, 38 с подворьем и разными службами.
С начала 1900-х годов дом находился в собственности жены надворного советника Анны Ивановны Араканцевой, затем он отошёл статскому советнику, присяжному поверенному и прокурору Михаилу Петровичу Араканцеву,  участвовавшему в деле Марка Афанасьевича Вальяно. В годы советской власти дом был национализирован.
В 1919 году в этом доме находилась квартира главнокомандующего Белой армии Юга России Антона Ивановича Деникина. По окончании Великой Отечественной войны здание было перестроено под детские ясли с названием «Ягодка». В настоящее время это административное здание.

## Архитектурные особенности
Одноэтажный кирпичный дом  Франка на улице Греческой, 38 является объектом культурного наследия регионального значения в соответствии с Решением № 301 от 18.11.92 года.  Здание имеет четырёхскатную крышу, десять окон на фасаде по Греческой улице и пять — по Некрасовскому переулку. В центре здание имеется полуцмркульный фронтон, по его бокам — два треугольных фронтона. Вход в здание устроен через пристройку в его правой стороне и со двора.   Фасад дома оштукатурен, выкрашен в серый цвет, мелкие архитектурные элементы выделены белым цветом.
Здание имеет межэтажный карниз, полуциркульные окна  с украшениями в виде замковых камней в центре здания и прямоугольные окна по краям, полуколонны дорического ордера, капители. В здании выполнен венчающий карниз с зубчиками, аттик с декоративной решёткой по Греческой улице .